# Flore de la Sardaigne

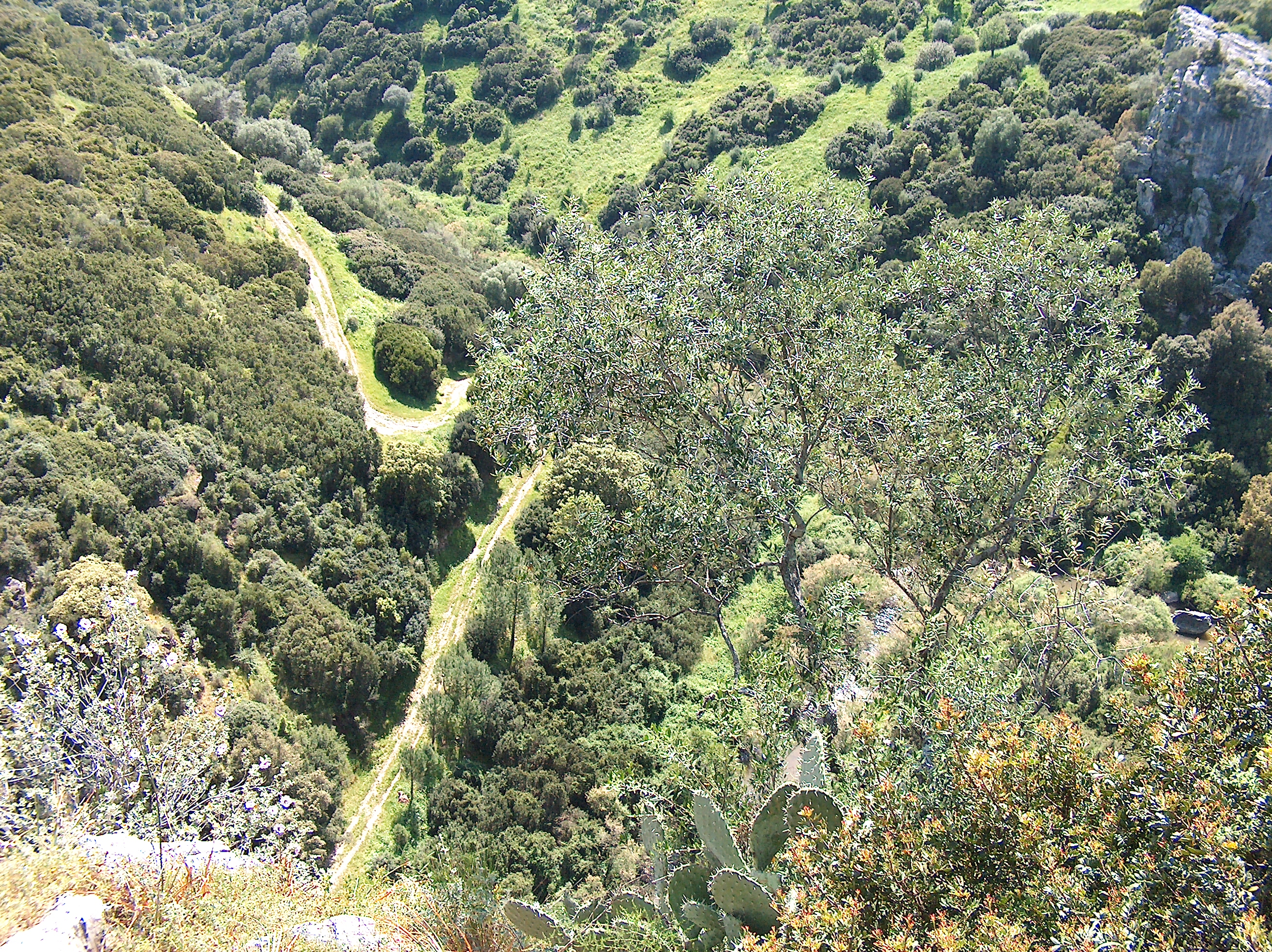
Paysage de maquis du castello di Medusa à Samugheo (centre de la Sardaigne).

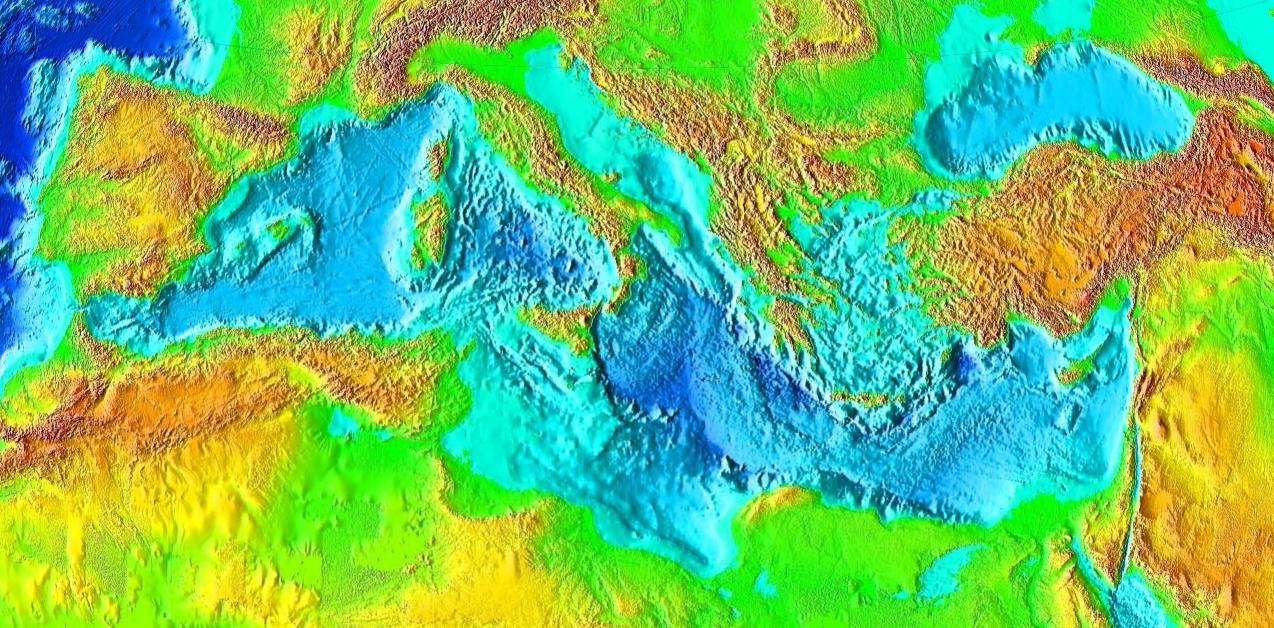
Les reliefs sous-marins du bassin méditerranéen suggèrent ce que devait être l'orographie au Messinien (Miocène supérieur) lorsque l'assèchement de la mer a créé des ponts terrestres qui reliaient des territoires désormais séparés.

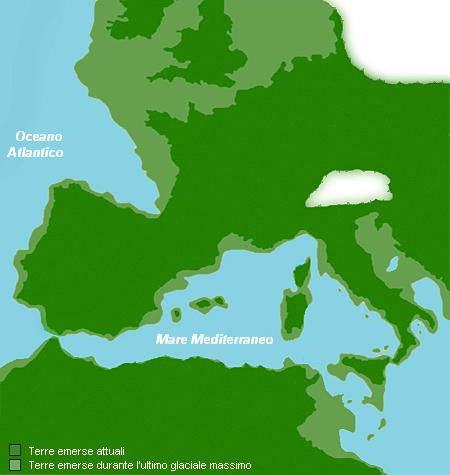
L'isolement de la Sardaigne a connu quelques interruptions, par exemple, lors du dernier maximum glaciaire.

La flore de la Sardaigne bien qu'issue d'un substrat commun  méditerranéen, se caractérise par une spécificité et des endémismes propres à la Sardaigne. Cela est dû à l'adaptation à des conditions climatiques particulières, à l'insularité et à l'histoire géologique de l'île.

La flore actuelle est encore caractérisée par des espèces qui se sont propagées au Cénozoïque, il y a 60 millions d'années, constituant des forêts primitives d'if, de chêne vert, de houx et de laurier-cerise, espèces mésophiles qui se sont bien adaptées au climat chaud et humide dépendant du plan équatorial passant par le sud de l'Europe. 
Il y a environ 25 à 28 millions d'années, la Sardaigne appartenait à la plaque corso-sardo-calabraise qui, détachée de la plaque européenne à peu près au niveau de la Provence actuelle, a subi une rotation de 90 degrés, migrant 400 km plus au sud en mer Méditerranée. Au Miocène, avant que ce processus ne soit achevé, la Sardaigne devait être couverte de forêts imposantes, comme en témoignent les restes fossiles de forêt pétrifiée trouvés près du lac Omodeo et à Perfugas. Par la suite, l'isolement a été brièvement interrompu en raison de phénomènes liés à la fermeture du détroit de Gibraltar (il y a 5,6 millions d'années) et aux glaciations (le dernier maximum glaciaire remonte à environ 15 000 ans) favorisant le développement d'évolutions autochtones d'espèces et de biocénoses entières.
L'île est donc aujourd'hui caractérisée par des endémismes typiquement sardes, d'autres partagés avec la Corse voisine, ou avec la Corse et les îles Baléares, d'autres encore typiques des zones restreintes du bassin méditerranéen, notamment occidental. 

## Écosystèmes
Le contexte géologique et climatique particulier qui a longtemps affecté la Sardaigne a déterminé la co-évolution d'espèces typiquement méditerranéennes (sclérophylles persistantes) pour former de nombreuses associations végétales à partir des milieux côtiers jusqu'à ceux de montagne, en passant par la garrigue, les bois et les lagunes internes. Ces milieux sont à leur tour modulés par les conditions climatiques et pédologiques locales, créant çà et là des contextes nouveaux et typiques. De nombreuses associations sont aujourd'hui altérées par l'intervention humaine, notamment du fait de la déforestation sauvage des siècles derniers et de la pratique de l'écobuage pour générer des pâturages. Les principaux écosystèmes selon les critères de Massa et Schenk (1980) sont représentés par :
.
- Côtes et petites îles.

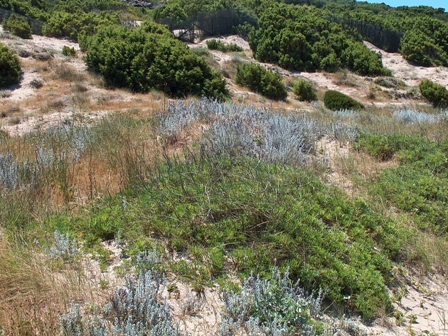
Carloforte, sud-ouest de la Sardaigne. Milieu côtier à plage dunaire.

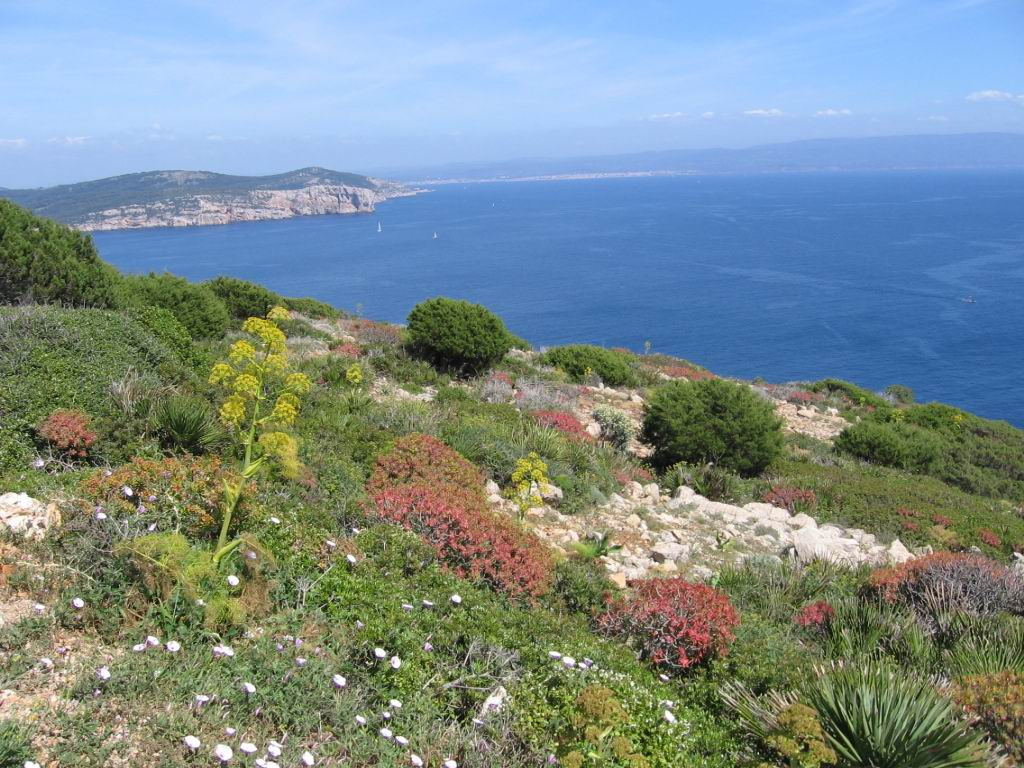
Cap Caccia, nord-ouest de la Sardaigne. Milieu côtier à falaises

Le long des côtes, caractérisées par des espèces psammophiles, on peut distinguer plusieurs bandes : plage, antedunes, dunes, rétrodunes, rochers et falaises rocheuses, et enfin garrigue des zones rocheuses arides.
- Zones humides côtières.

Elles sont représentées par les étangs, marais, salins et lagunes situés près des côtes et dont la Sardaigne est très riche. Des espèces végétales capables de s'adapter aux eaux saumâtres (halophytes) remplacent progressivement les plantes d'eau douce (hydrophytes).
- Maquis méditerranéen.

il se compose d'arbres et d'arbustes sclérophylles et représente l'élément dominant et caractéristique. Une classification simple subdivise ce type de formation en maquis bas et maquis haut en fonction de la taille du couvert végétal. Une autre classification, en revanche, prend en compte le type d'association végétale dans les différents contextes climatiques et, selon la prévalence, prend le nom de maquis à chêne vert, à genévrier, à bruyère et à arbousier, à oléastre et caroubier (Oleo-Ceratonion siliquae) et à oléastre et lentisque, à ciste, à euphorbe, à genêt, à laurier, à laurier-rose et à gattilier.
- Cours d'eau et lacs intérieurs.

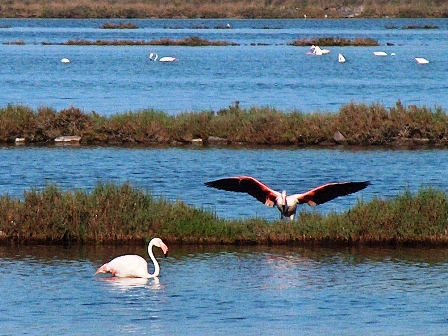
Carloforte, sud-ouest de la Sardaigne. Milieu lagunaire

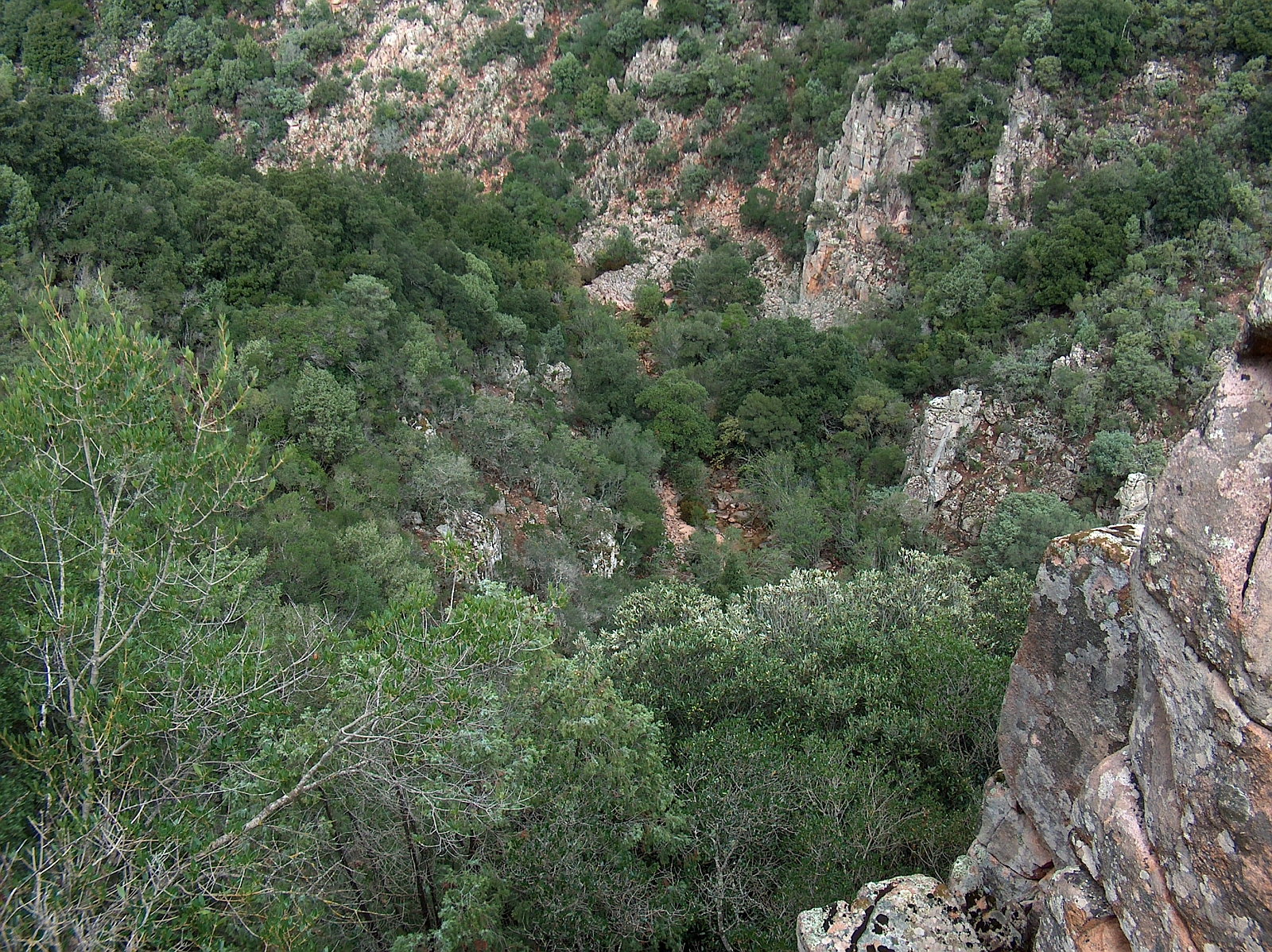
Parco del Sulcis, sud-ouest de la Sardaigne. Milieu de maquis méditerranéen.

Ils comprennent les rivières, les ruisseaux et les lacs artificiels. Les écosystèmes de ces milieux frais sont fortement affectés par les cycles saisonniers et l'altitude et accueillent donc diverses associations en relation avec ces facteurs.
- Bois et forêts.

L'importance de certaines de ces formations, autrefois très riches en Sardaigne, s'admire surtout dans les zones montagneuses et vallonnées du centre et du nord. La chênaie verte est la plus caractéristique, suivie par les chênaies caducifoliées, les châtaigneraies et les suberaies. Si ces formations sont des témoins de la flore mésophile du Tertiaire, les  pinèdes sont clairement d'origine anthropique.
- Montagne.

Ce milieu, caractérisé par des arbustes prostrés et des espèces hygrophiles le long des cours d'eau, bien que peu représentatif en raison des reliefs modestes de la Sardaigne, est intéressant du fait de  la présence de nombreuses endémiques et d'espèces d'intérêt.
- Zones agricoles et urbanisées.

Ces zones ont subi la destruction du paysage d'origine qui a été remplacé par des activités résidentielles et agricoles. En particulier, les pâturages sont caractérisés par la présence d'espèces annuelles bulbeuses telles que l'asphodèle et l'ail.

## Espèces botaniques en Sardaigne

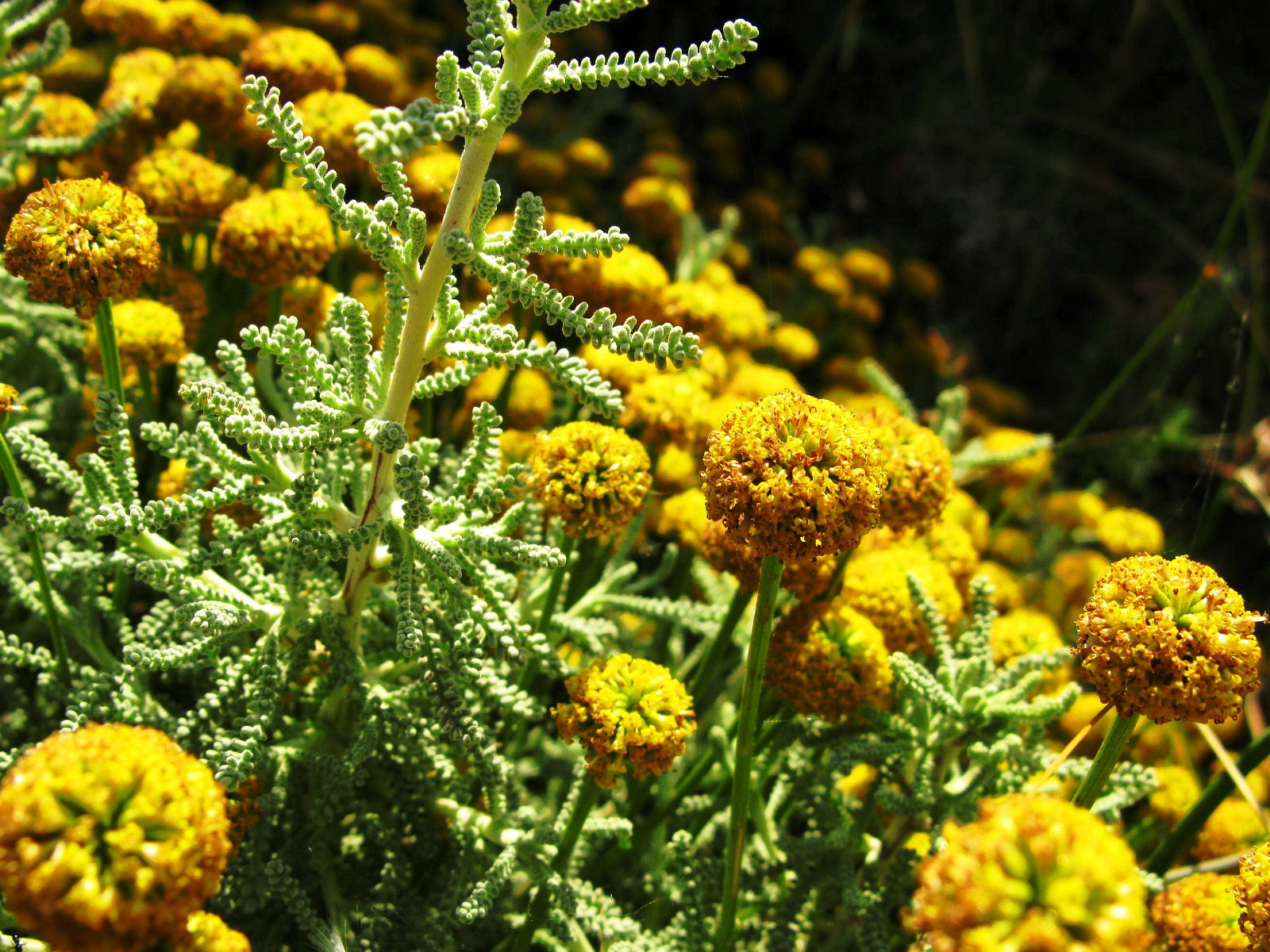
Santolina insulararis, espèce endémique de Sardaigne.

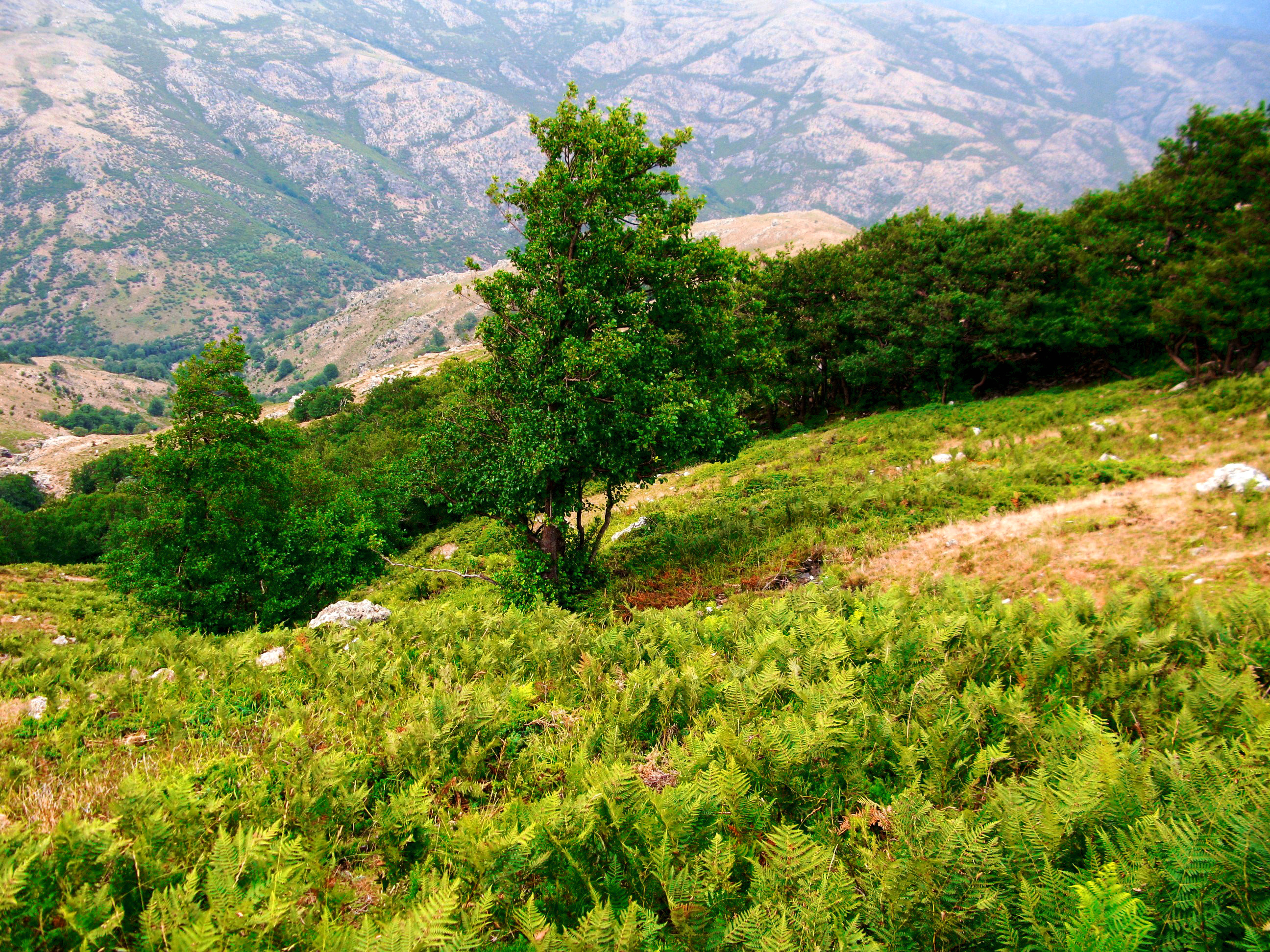
Gennargentu - Végétation estivale : forêt galerie d'aulnes et de fougères.

Des 2054 taxons qui composent la flore vasculaire de la Sardaigne, 1991 sont des Angiospermes, regroupés en 667 genres appartenant à 114 familles, 50 des  Ptéridophytes et 13 des Gymnospermes. De plus, sur les 695 genres présents dans l'île, 62 comprennent des espèces endémiques. S'il y a dix ans, il y avait 202 espèces endémiques, on en actuellement au moins une centaine de plus et d'autres sont encore à l'étude.